# Juno Reactor

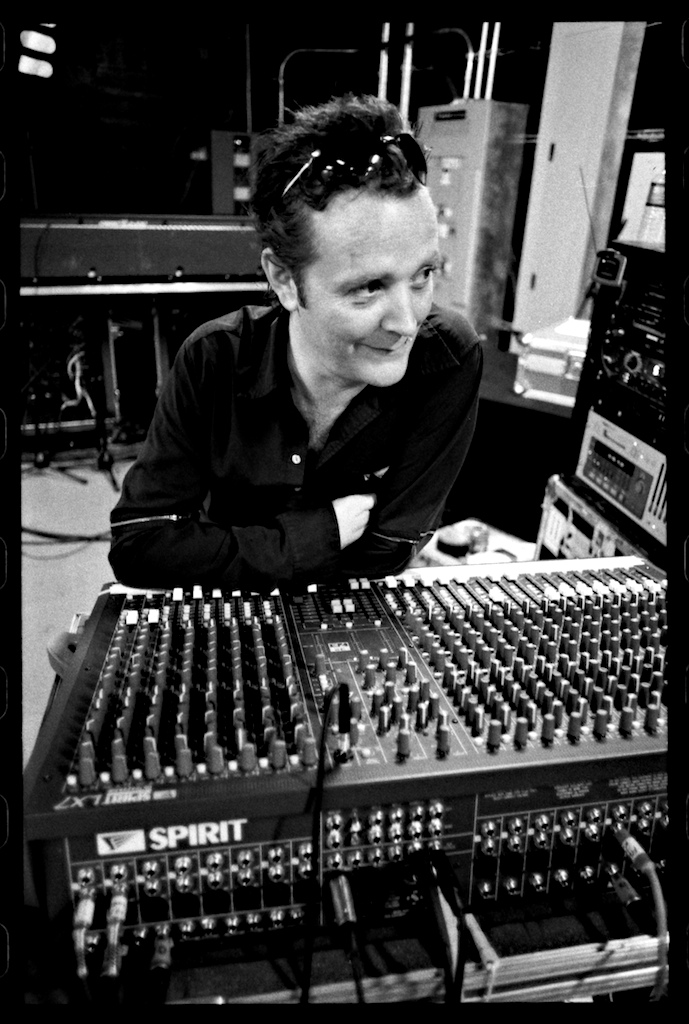
Ben Watkins do Juno Reactor.

Juno Reactor é um grupo inglês de música eletrônica fundado em 1990 por Ben Watkins. Originalmente voltado para o Goa Trance, o projeto evoluiu para além do universo eletrônico, agregando elementos de World Music e orquestração. Um de seus trabalhos mais notórios é a colaboração com o compositor americano Don Davis na trilha sonora dos três primeiros filmes da franquia Matrix. Outros trabalhos incluem participações nas trilhas sonoras dos filmes Mortal Kombat: Annihilation e Era uma Vez no México.